# Elaine Hendrix
Pour les articles homonymes, voir Hendrix (homonymie).
Elaine Hendrix, est une actrice et productrice américaine, née le 28 décembre 1970 à Oak Ridge, (Tennessee, États-Unis).
Elle est notamment connue pour ses rôles dans le film À nous quatre et Inspecteur Gadget 2, ainsi que son rôle dans Sex&Drugs&Rock&Roll. En 2019, elle reprend le rôle de Alexis Carrington dans leur reboot de la série télévisée Dynastie où elle remplace l'actrice Nicollette Sheridan.

## Biographie

### Enfance
Elaine Hendrix est né et a grandi à Oak Ridge, dans le Tennessee. Son  père servait dans la guerre du Vietnam au moment de sa naissance. Sa mère l’a appelée Katherine Elaine, mais la plupart de ses proches l’ont toujours appelée par son deuxième prénom. 

### Carrière

#### Danse et mannequinat
Durant sa dernière année de lycée, Elaine a remporté un concours de mannequin et est devenue danseuse professionnelle avec la Gary Harrison Dance Company. Elle a rapidement partagé son temps en tant que mannequin professionnelle et danseuse pour des entreprises telles que Nike, Levi’s, Mattel et Sun Microsystems, ainsi que pour un certain nombre d’artistes hip-hop, dont Whodini, Keith Sweat et MC Hammer.
En 1992, elle a déménagé à Los Angeles, en Californie, peu de temps après, elle a été victime d'un accident alors qu'elle était en train de faire du vélo, une voiture l'a renversée, mettant fin à sa carrière de mannequin et de danseuse.

#### Cinéma et télévision
Un fois remise de son accident, Elaine a été choisie pour jouer dans la série Get Smart en 1995. Elle est également apparue dans les séries télévisées Friends, Ellen, Charmed et Les Experts et dans des rôles récurrents dans Le Monde de Joan et Les Chroniques du mystère.
Parmi les films dans lesquels elle est apparue, elle est notamment connue pour Romy et Michelle, 10 ans après, le remake de 1998 de À nous quatre, Superstar et Inspecteur Gadget 2. En 2006, elle est également apparue dans un épisode de Ghost Whisperer et le film Coffee Date. En 2018, Elaine est apparue dans Noël à Pemberley, un téléfilm de Hallmark Channel.
En 2008, Elaine est apparue dans deux épisodes de la série The Middleman dans le rôle de Roxy Wasserman, une succube qui travaille comme créatrice de mode. Elle a été vue dans un épisode de Esprits criminels. En 2009, Elaine fait une apparition dans la série Castle  et dans le film Rock Slyde.
En 2011, Elaine joue Felicia dans le film Spork, primé à Tribeca.
Elaine est également apparue dans le rôle de Renee dans 90210 Beverly Hills : Nouvelle Génération durant la saison trois. En 2014, elle est apparue aux côtés de Charlie Sheen pour un arc narratif de trois épisodes dans le rôle de Warden Hartley dans la sitcom Anger Management. Elle apparaît dans la web-série Fetching, qui est aussi un clin d’œil à son amour des animaux.
Elle a également joué le rôle d’Ava dans la série comique de Sex&Drugs&Rock&Roll avec Denis Leary, Elizabeth Gillies, John Corbett, Bobby Kelly et John Ales.
Le 13 septembre 2018, il a été annoncé que Elaine apparaîtrait dans le rôle récurrent de Susan Andrews dans la série Proven Innocent de la Fox.
En octobre 2019, Elaine a remplacé Nicollette Sheridan dans le rôle d’Alexis Carrington à partir de la troisième saison du reboot de Dynastie de The CW. Nicollette qui a dû quitter le rôle pour des raisons familiales.

#### Théâtre
Elaine Hendrix a joué le rôle de Lisa dans la pièce Off-Broadway It’s Just Sex à l’Actors au Temple Theatre de Manhattan pour sa diffusion de juin 2013 à janvier 2014.
En 2016, Elaine a repris le rôle de Truvy dans Steel Magnolias au Bucks County Playhouse de New Hope, en Pennsylvanie. Cette production a été réalisée par Marsha Mason, quatre fois nommée aux Oscars, et mettait également en vedette Patricia Richardson, Lucy DeVito, Jessica Walter et Susan Sullivan. Le 9 juin 2016, cette production est devenue le spectacle le plus rentable de l’histoire du Bucks County Playhouse.

### Activisme
En tant que fervente militante des droits des animaux, Elaine Hendrix défend la cause des animaux depuis 2006, date à laquelle elle a également adopté un mode de vie végétalien. Lorsqu’elle n’est pas en tournage, elle voyage à travers l’Amérique du Nord et travaille avec des organisations du monde entier. En 2012, Elaine a fondé The Pet Matchmaker, une organisation dédiée à célébrer et à inspirer le sauvetage, l’accueil et l’adoption d’animaux de compagnie sans abri partout dans le monde. Elle siège au conseil d’administration de Stray Rescue of St. Louis ainsi qu’à la section américaine de No to Dog Meat.

## Filmographie

### Comme actrice

#### Cinéma
- 1992 : Last Dance : Kelly
- 1995 : Lover's Knot : Robin
- 1997 : Romy et Michelle, 10 ans après (Romy and Michele's High School Reunion) : Lisa Luder
- 1998 : À nous quatre (The Parent Trap) : Meredith Blake
- 1999 : Molly : Jennifer Thomas
- 1999 : Superstar de Bruce McCulloch : Evian Carrie Graham
- 2000 : Un été sur terre (Here on Earth) : Jennifer 'Jen' Cavanaugh
- 2000 : Get Your Stuff : Cat Hardy
- 2001 : Unbakeable : Mrs. Done (vidéo)
- 2002 : Wish You Were Dead : Melody 'Jupiter Music' Malloy
- 2002 : Bad Boy (Dawg) : Angel
- 2003 : The Hebrew Hammer de Jonathan Kesselman : Blonde Bombshell
- 2003 : Our Very First Sex Tape : une femme (vidéo)
- 2003 : Inspecteur Gadget 2 (Inspector Gadget 2) : G2 (vidéo)
- 2004 : Que sait-on vraiment de la réalité !? : Jennifer
- 2004 : Stag Party : Beth (court-métrage)
- 2005 : Bam Bam and Celeste : Jackie
- 2006 : What the #$*! Do We (K)now!? : Jennifer
- 2006 : Down the P.C.H. : Samantha
- 2006 : Coffee Date : Bonnie (également productrice)
- 2007 : La Blues : Brenda Simon
- 2007 : The Dukes : Stephanie
- 2007 : Charlie's Bitch Ass Hos : Ass (court-métrage)
- 2008 : Tru Loved : Mrs. Muller (également coproductrice)
- 2008 : Player 5150 : Mrs Lanzelin
- 2008 : Twisted Faith : Sandra (court-métrage, également productrice)
- 2008 : Friends & Lovers: The Ski Trip 2 : Patti
- 2008 : Food for Thought : Miss Priss (court-métrage)
- 2008 : Lord of the Light : Maggie
- 2009 : My Lil Homo: Campers Unite : Lil Margaret Cho (vidéo)
- 2009 : Rock Slyde : Judy Bee
- 2009 : Within : Sadie Weiss
- 2009 : Dear Lemon Lima : Coach Raoch
- 2009 : The Beacon : Vanessa Carver
- 2009 : The Cloggers : Kristie (court-métrage, également productrice)
- 2009 : Friends of Dorothy : Dorothy Roller (court-métrage, également coproductrice)
- 2010 : Good Intention : Etta Milford (également coproductrice)
- 2010 : Spork : Felicia
- 2010 : Magic : Amanda Francis
- 2010 : Bright Day! : Kathryn Helen
- 2010 : Nurse Who Kill... : Monroe (court-métrage)
- 2011 : Le Chihuahua de Beverly Hills 2 :  Colleen Mansfield (vidéo)
- 2011 : Absolute Killers : Susan
- 2011 : Girls! Girls! Girls! : Sydney Smart
- 2011 : Low Fidelity : Cindy
- 2011 : A Hidden Agender : Sydney Smart (court-métrage)
- 2012 : Les Copains chasseurs de trésor (Treasure Buddies) : Ubasti (voix)
- 2012 : Deep in the Heart : Patsy
- 2012 : General Education : Ms. Bradford
- 2012 : Hated : Betty Churchill
- 2012 : Shadow Witness : Amanda Gibbs
- 2013 : The Violation : Janice Dougherty (court-métrage)
- 2015 : Kids vs Monsters : Mary
- 2017 : Swing State : Ann Alcott
- 2017 : Shot : Marci l'infirmière
- 2017 : The Candle : Judy (court-métrage)
- 2017 : Between Us : Tammy (court-métrage)
- 2018 : Lez Bomb : Maggie
- 2018 : Short Straw : Caroline (également coproductrice)
- 2018 : Rich Boy, Rich Girl : Sasha
- 2019 : Low Low : Sylvia Reese
- 2019 : Adopt A Highway : Diane Spring
- 2019 : Burying Yasmeen : Vaginia
- 2021 : Attest : Vanessa Burke (court-métrage)
- 2023 : The Country Club : Frances Kowalski
- 2024 : A New York Story : Michelle
- 2025 : Slanted : Harmony
- 2025 : Freaky Friday 2 : Encore dans la peau de ma mère : Blake Kale

#### Télévision

##### Séries télévisées
- 1992 : Docteur Doogie (Doogie Howser, M.D.) : une fille (saison 4, épisode 10)
- 1993 : Fallen Angels : une fille de l'audition (saison 1, épisode 6)
- 1993 : Ombre du soir (Evening Shade) : Annette (saison 4, épisode 12)
- 1994 : Des jours et des vies (Days of Our Lives) : Brandee Fields #2 (2 épisodes)
- 1994 : Brisco County (The Adventures of Brisco County Jr.) : Dolly Cousins (épisode 23)
- 1995 : Ellen : Maya (saison 2, épisode 16)
- 1995 : Get Smart : Agent 66
- 1995-1997 : Mariés, deux enfants (Married... with children) : Sandy (saison 9, épisode 23) / Elaine (saison 11, épisode 20)
- 2000 : Mon ex, mon coloc et moi (Cursed, The Weber Show) : Jamie (épisode 5)
- 2001 : First Years : Frances O'Donnell (épisode 1)
- 2001 : Special Unit 2 : Medusa (saison 2, épisode 6)
- 2001-2002 : Les Chroniques du mystère : Kristen Martin (récurrente)
- 2002 : Friends : Sally (saison 9, épisode 3)
- 2003 : Mister Sterling : Tori Wheeler (épisode 7)
- 2003 : Ellie dans tous ses états (Watching Ellie) : Daisy (saison 2, épisode 3)
- 2003 : Les Experts (CSI: Crime Scene Investigation) : Harper Fitzgerald (saison 3, épisode 21)
- 2003 : Coupling : Molly (épisode 11)
- 2003-2005 : Le Monde de Joan (Joan of Arcadia) : Ms. Lischask (récurrente)
- 2004 : Oliver Beene : la tante Connie (saison 2, épisode 4)
- 2004 : Charmed : Clea (saison 6, épisode 21)
- 2004 : Preuve à l'appui (Crossing Jordan) : Julie Seaton (saison 3, épisode 12)
- 2004 : Les Quintuplés (Quintuplets) : Lisa Appleby (saison 1, épisode 16)
- 2005 : Les Experts : Miami (CSI: Miami) : Joann Nivens (saison 4, épisode 7)
- 2005 : Ghost Whisperer : Sandra Holloway (saison 1, épisode 12)
- 2006 : Urgences (ER) : Brinn (saison 13, épisode 4)
- 2008 : The Middleman : Roxy Wasserman (épisodes 2 et 7)
- 2008 : Esprits criminels (Criminal minds) : Judy Hannity (saison 4, épisode 11)
- 2009 : Privileged : Elyse Valencour (récurrente)
- 2009 : Castle : Melissa Talbot (saison 2, épisode 5)
- 2009-2011 : Poor Paul : Pauline (récurrente saison 2)
- 2010 : Mentalist : Julia St. Germain (saison 2, épisode 15)
- 2010 : Friends & Lovers : Patti (récurrente)
- 2010 : NCIS : Los Angeles : Vanessa Maragos (saison 2, épisode 5)
- 2010 : Leçons sur le mariage (Rules of Engagement) : Stephanie (saison 5, épisode 11)
- 2010-2011 : 90210 Beverly Hills : Nouvelle Génération (90210) : Renée (récurrente saison 3)
- 2011 : Futurstates : Evelyn (saison 2, épisode 1)
- 2011 : Rizzoli & Isles : Autopsie d'un meurtre (Rizzoli and Isles) : Geena Young (saison 2, épisode 5)
- 2012 : Fetching : Sheila (récurrente)
- 2013 : Mon Oncle Charlie (Two and a Half Men) : Sylvia (saison 10, épisode 17)
- 2013 : See Dad Run : Jamie (saison 1, épisode 14)
- 2013 : The Client List : Earlene (saison 2, épisode 7)
- 2013 : Twisted : Gretchen Taylor (épisode 19)
- 2014 : Maron : Lauren (saison 2, épisode 11)
- 2014 : Mistresses : Samantha (récurrente saison 2)
- 2014 : Anger Management : Warden Hartley (3 épisodes)
- 2014 : Transparent : une maman (saison 1, épisode 4)
- 2015-2016 : Sex&Drugs&Rock&Roll : Ava Delany
- 2016 : Mr. Pickles : Lorena (voix, saison 2, épisode 8)
- 2017 : Fireside Chat with Esther : la sirène (saison 4, épisode 1) / la princesse Neil (saison 4, épisode 2)
- 2017 : Stitchers : Kate Ronan (saison 3, épisode 9)
- 2017 : Adam Ruins Everything : la mère de Cole (saison 2, épisode 7)
- 2019 : Proven Innocent : Susan Alders (récurrente)
- 2019 : Aware I'm Rare : Beth (épisode 1)
- 2019-2021 : Momma Named Me Sheriff : Jill Jilton (voix, 4 épisodes)
- 2019-2022 : Dynastie (Dynasty) : Alexis Carrington #3 (saisons 3 à 5)
- 2020 : Paradise Lost : Devoe Shifflet
- 2021 : Dogs Playing Poker (pilote non-retenue)

##### Téléfilms
- 1993 : Laurel Canyon : ?
- 1995 : Road Warriors : Marrisa Rayborn
- 1996 : Mixed Nuts : Laurie Wynn
- 1996 : The Munsters' Scary Little Christmas : Marilyn Munster
- 1996 : Boys & Girls : Blake Benedict
- 1998 : Carly : Vel Duncan Dobbs
- 2002 : The Big Time : Fleur Soap Announcer
- 2002 : Le Fils du Père Noël (Mr. St. Nick) : Heidi Gardelle
- 2005 : Bow : ?
- 2008 : Jane Doe, miss détective : Le tableau volé : Agnes Dart
- 2008 : Two Sister : Carley (Non-retenue par la chaîne ABC)
- 2008 : Little Mis CEO : la tante Paula
- 2010 : Cutthroat : Lacey Andrews
- 2012 : L'Homme qui n'aimait pas Noël (Anything but Christmas) : Grace
- 2012 : American Judy : la sheriff
- 2018 : Erase : Bella Tanne
- 2018 : Noël à Pemberley (Christmas at Pemberley Manor) : Caroline
- 2019 : Dope State : Lindsey Wilkerson
- 2019 : Les aventures de Dally & Spanky (Adventures of Dally & Spanky) : Gwen

#### Jeux Vidéo
- 2015 : Resident Evil: Revelations 2 : Alex Wesker

### Comme productrice
- 2006 : Coffee Date
- 2008 : Tru Loved
- 2008 : Twisted Faith (court-métrage)
- 2009 : The Cloggers (court-métrage)
- 2009 : Friends of Dorothy (court-métrage)
- 2010 : Good intention
- 2018 : Short Straw